# Antigüedad (Palencia)
Antigüedad es un municipio y villa española de la provincia de Palencia, en la comunidad autónoma de Castilla y León. Perteneciente a la comarca del Cerrato, cuenta con una población de 336 habitantes (INE 2024).

## Historia
Documento más antiguo
El 27 de abril de 1054, la condesa Muniadonna (y su hijo Pedro Nuñez y su hermano Muño Gustios) donó al monasterio de San Pedro de Arlanza las posesiones de catorce pueblos (uno de ellos Antiquitat).
Compra de Villella
El 6 de agosto de 1428 cuatro vecinos de Antigüedad con poderes del concejo, se reunieron en el monasterio de San Pelayo de Cerrato para firmar la escritura de tributo de los términos de Villanueva, monasterio San Miguel, e iglesia Santa María de las Campanillas (cerca de Villella). No se habla de Villella, ya despoblada.
Compra de Garón
(En 1352, becerro Behetrias, ya no viene Garón, está despoblado).
Desde 1436, Antigüedad pagó por Garfón alquiler de mil maravedies y doce gallinas/año.
El 8 de febrero de 1492 Antigüedad compró a Antonio Franco (regidor de Valladolid) señor de Villafuerte, por 36 000 maravedies, el lugar despoblado de Santa María de Garfón, heredado de su padre García Franco.
El 8 de octubre de 1495, Antonio Franco llevó a juicio al concejo de Antigüedad por incumplir el contrato de censo (alquiler) de Garfón. Antigüedad presentó contrato de compra de 1492. Antonio Franco presentó contrato de censo (alquiler) de 1436 a favor de Diego García Toledo, señor de Amusquillo, alquiler de doce cargas de pan por mitad trigo y cebada y doce gallinas/año. El 20 de marzo de 1496 visto para sentencia (no se encuentra documento resolución).
Pleitos debidos a mojones de Villella con Valverde
En 1507, Antigüedad contra García Sarmiento señor de Valverde. Se resolvió amistoso en 1511 en el pórtico de la iglesia de San Salvador de Valverde.
En 1522, Antigüedad contra Juan Becerra señor de Valverde (yerno de García Sarmiento) por terrenos comunales de Villella con Valverde. Antigüedad decía que pagaba martiniega al rey, y decía que cuando se despobló Villella se trajeron las campanas a Antigüedad, y no había mojones entre Villella y Antigüedad. Se resolvió rectificando muchos mojones de Villella con Valverde.
Otros dos pleitos también por mojones.
Concesión del título de villa (1 de octubre de 1547)
En 1543 tras la venta de Baltanás a Pedro de Zúñiga, Antigüedad pasaba a depender de la jurisdicción de Palencia por ser la sede de residencia más próxima de un corregidor o representante del rey. Como esta transferencia suponía para el concejo frecuentes contratiempos por perdida de tiempo y gastos, Antigüedad solicitó el título de villa. Razones presentadas por el municipio en la petición de jurisdicción propia:

el inconveniente que supone a los 80 vecinos, poco más o menos, tener que trasladarse a Palencia, a seis leguas, con perdida de tiempo y costas, por lo cual algunas veces los pobres, viudas, huérfanos y otras personas necesitadas dejan de pedir justicia y de defenderse de algo que les piden y demandan por no poder ir a la ciudad de Palencia a seguir los pleitos, pues si van a dejar de labrar sus heredades, y a si pierden lo que les es debido, y si no, no se defienden de los que les piden maliciosamente…

A continuación expone la Carta la amplitud de la merced:

toda la jurisdicción civil y criminal, alta y baja, en la hasta ahora aldea y en sus términos, tal como la ejercían los alcaldes y justicia de Baltanás y el corregidor de Palencia. Derecho a llevar vara y establecer los otros signos de justicia como horca, picota, cepo, cárcel, cadenas, cuchillo, azote. Capacidad de nombrar cada año alcalde, alguaciles, regidores, mayordomo, procurador, guardas, montaneros y otros oficiales como los eligen y nombran en otras villas de nuestros reinos. […] Derecho a titularse villa con todas las honras, gracias, mercedes, libertades, exenciones, preeminencias, prerrogativas e inmunidades, […] de forma que nadie pueda entrar en el concejo a derribar las insignias de jurisdicción, a visitar ni prender y que nadie, ni la justicia de Baltanás ni la de Palencia, pueda llamar a pleito…y que esta Carta sea pregonada públicamente en las plazas públicas de la ciudad de Palencia y de Baltanás.

## Demografía
Cuenta con una población de 336 habitantes (INE 2024).
| Gráfica de evolución demográfica de Antigüedad entre 1842 y 2021                                                      |
| |
| Población de derecho según los censos de población del INE. Población de hecho según los censos de población del INE. |

## Cultura

### Patrimonio
La Cruz de la Muñeca

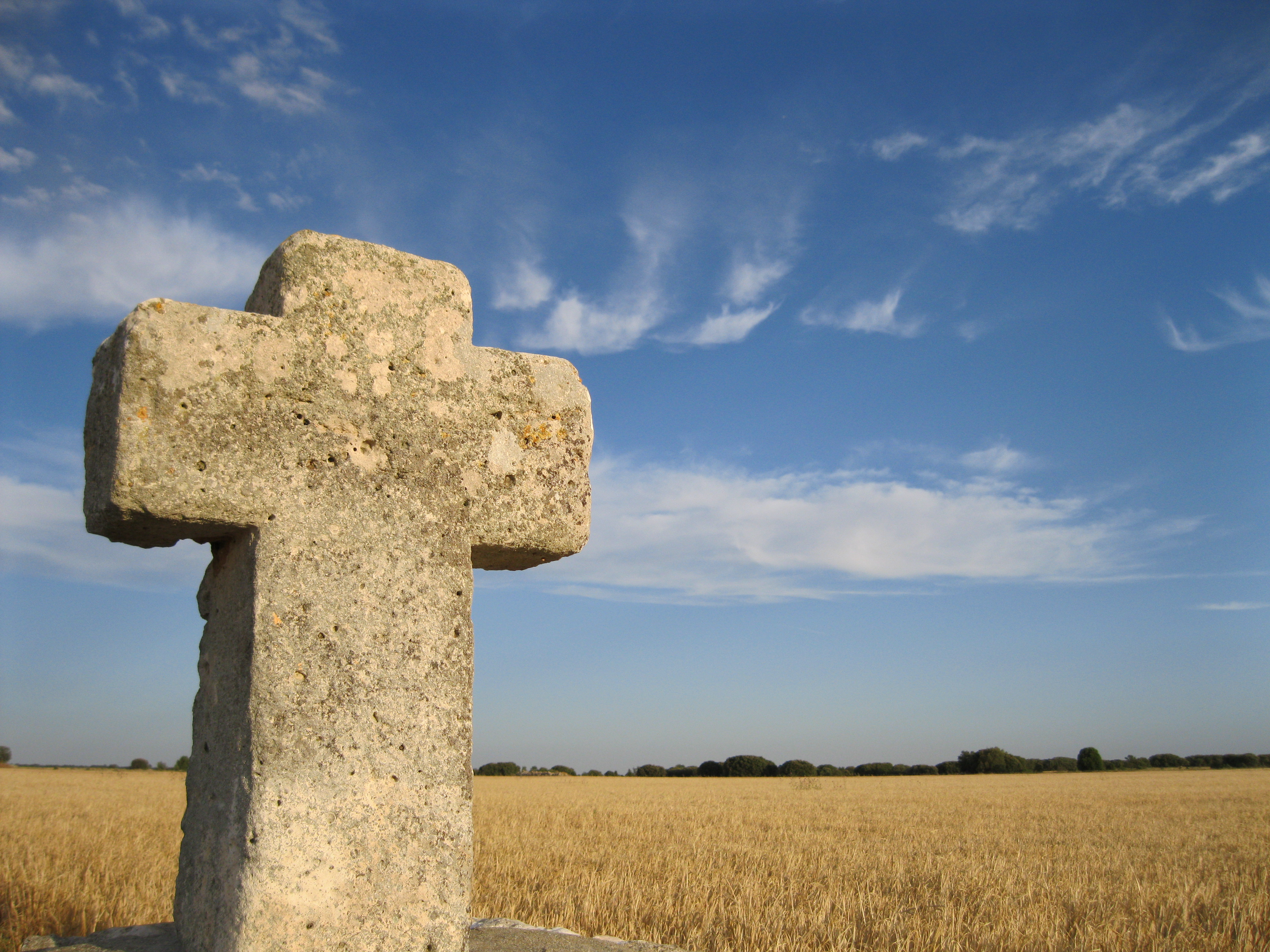
Cruz de la muñeca

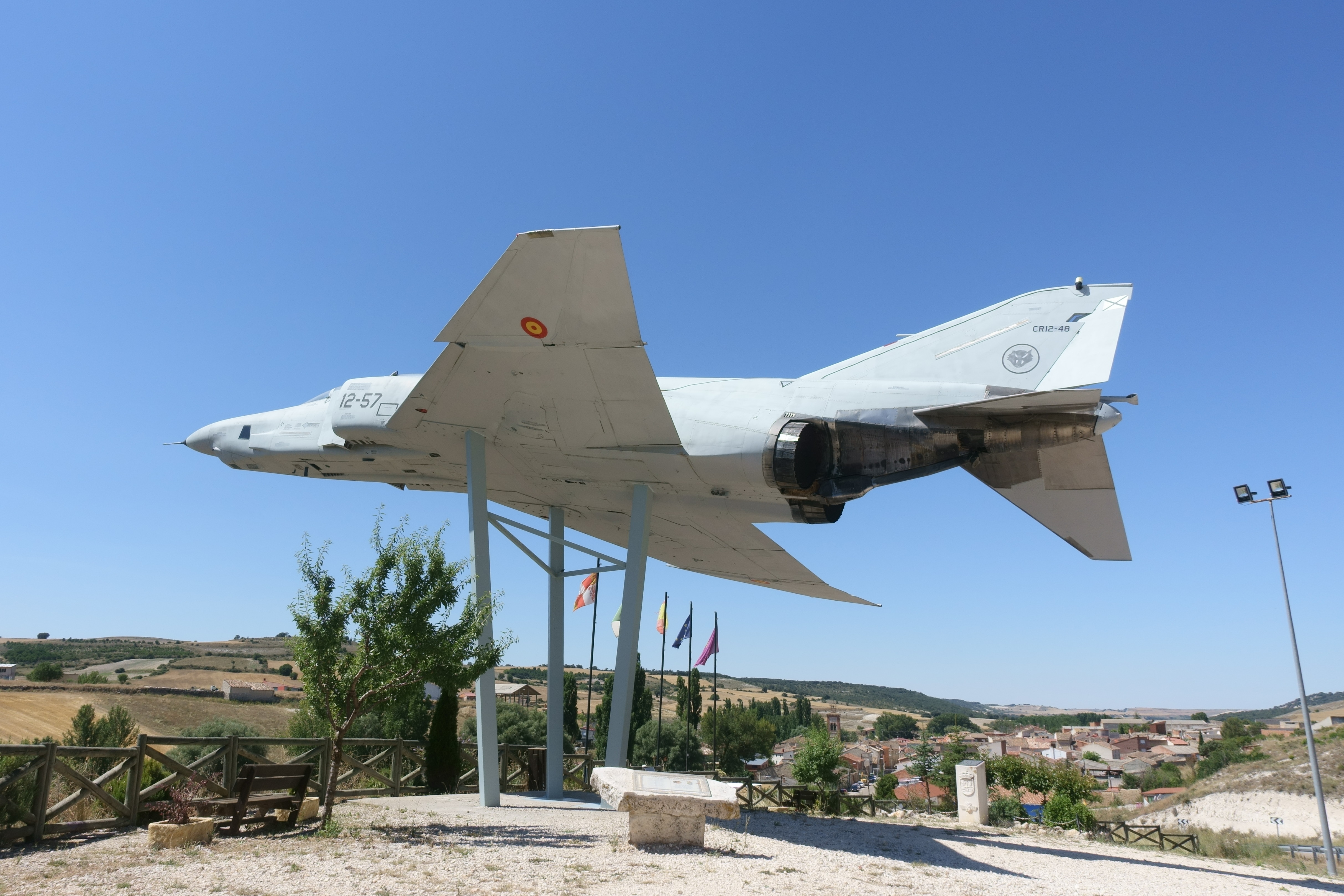
F4 Phantom II

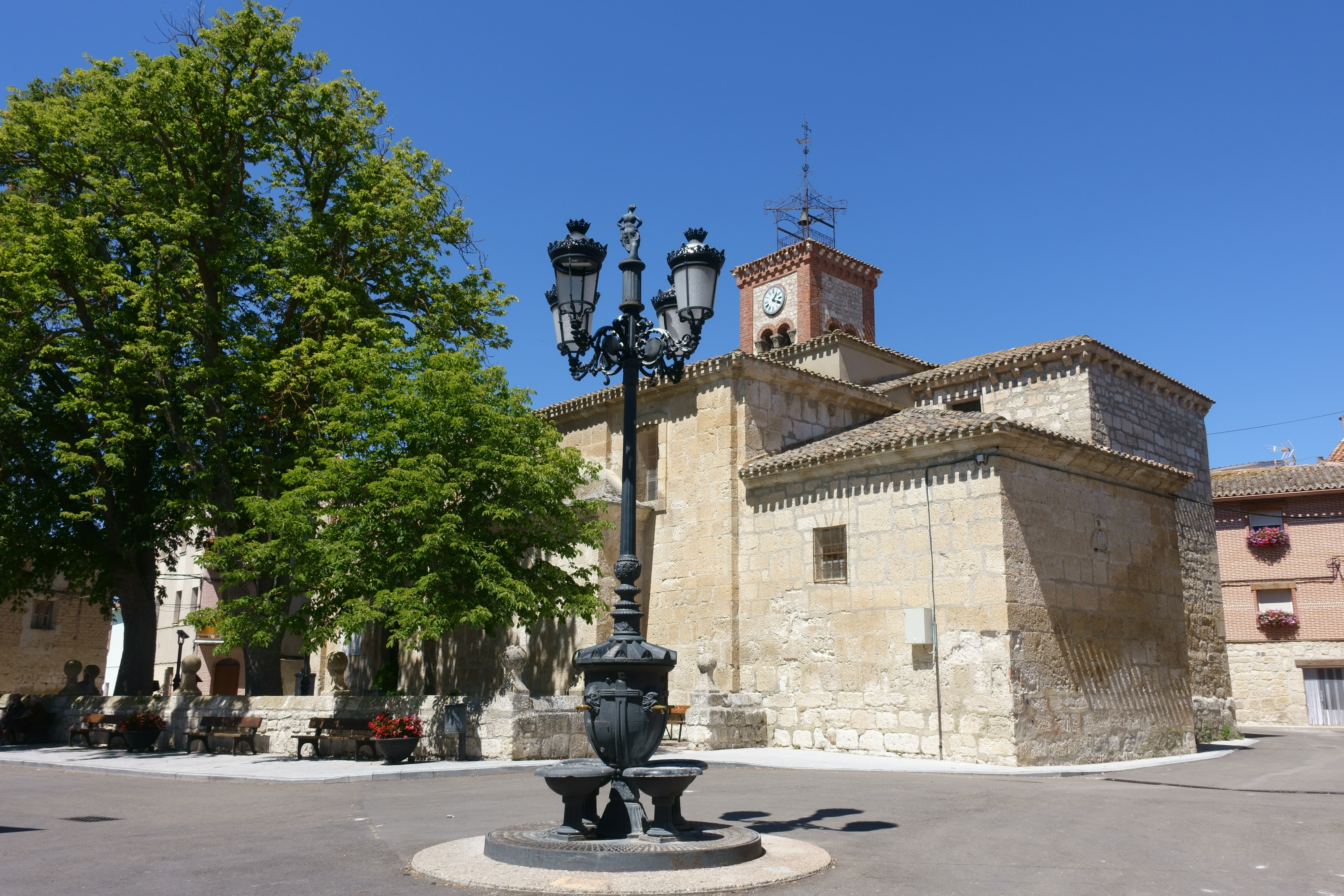
Iglesia de Nuestra Señora de la Asunción

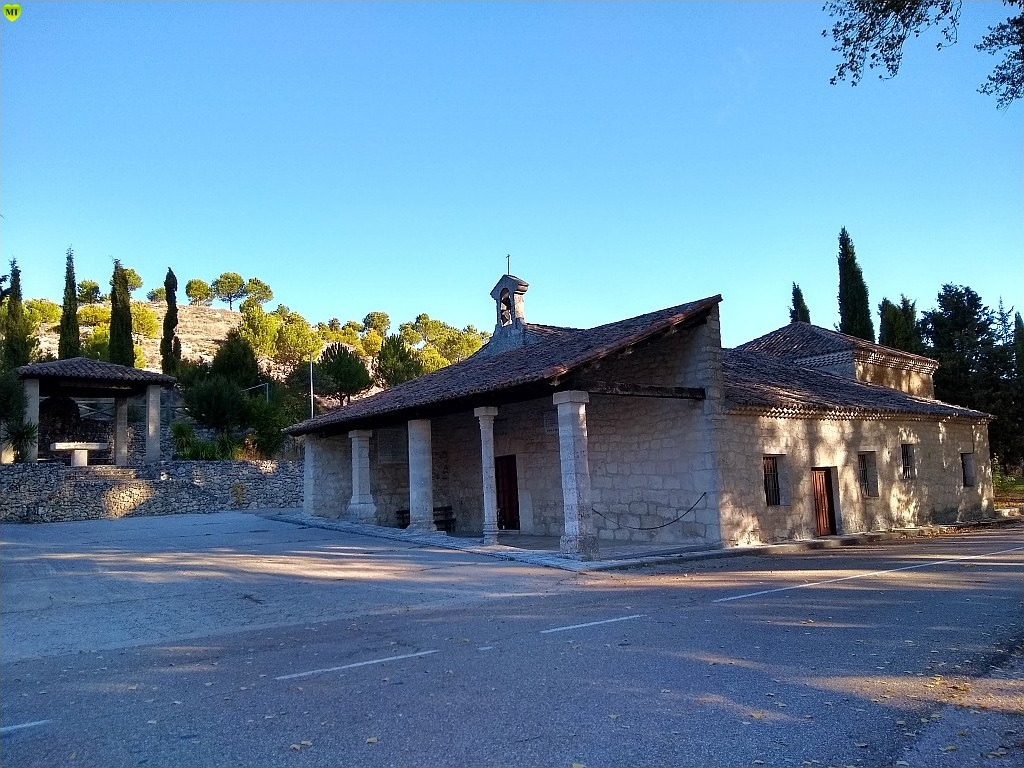
Ermita de Nuestra Señora de Garón

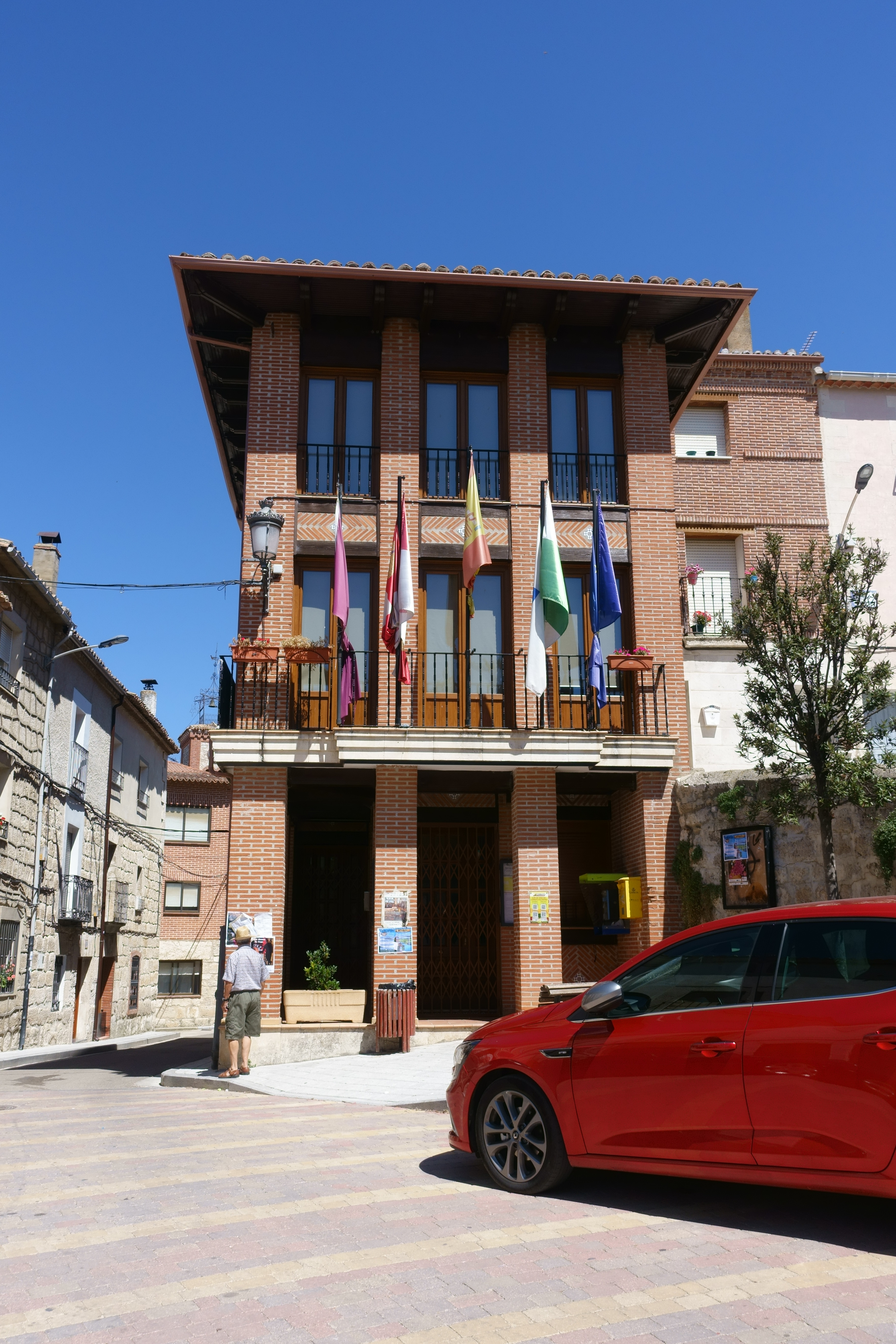
Casa consistorial

Cuenta la historia que tras pasar cuatro meses en Hornillos, la reina Juana la Loca, por fin, recibe la noticia esperada: su padre ha llegado de Italia y va a reunirse con ella en Tórtoles de Esgueva, un lugar algo más adecuado para instalar ambas comitivas que el de Hornillos. El 24 de agosto de 1507, otra vez la extraña corte se pone en camino, de noche, con una reina, una infanta de siete meses y un cadáver real arrastrado por cuatro caballos negros. Camina por los campos, toma el camino de Antigüedad y, sin parar en esta población, continúa por un desolado páramo hasta llegar a Tórtoles. En este viaje es cuando, según la leyenda, el féretro de Felipe el Hermoso cae al suelo y la reina quiere perpetuar la memoria de este lance mandando poner una cruz de piedra en el lugar exacto de la caída. Esta cruz, de unos setenta centímetros de alta, se conoce como la Cruz de la Muñeca, y aún puede verse junto al viejo camino de Tortoles, dentro de una finca de labor y en medio del sobrecogedor páramo cerrateno.

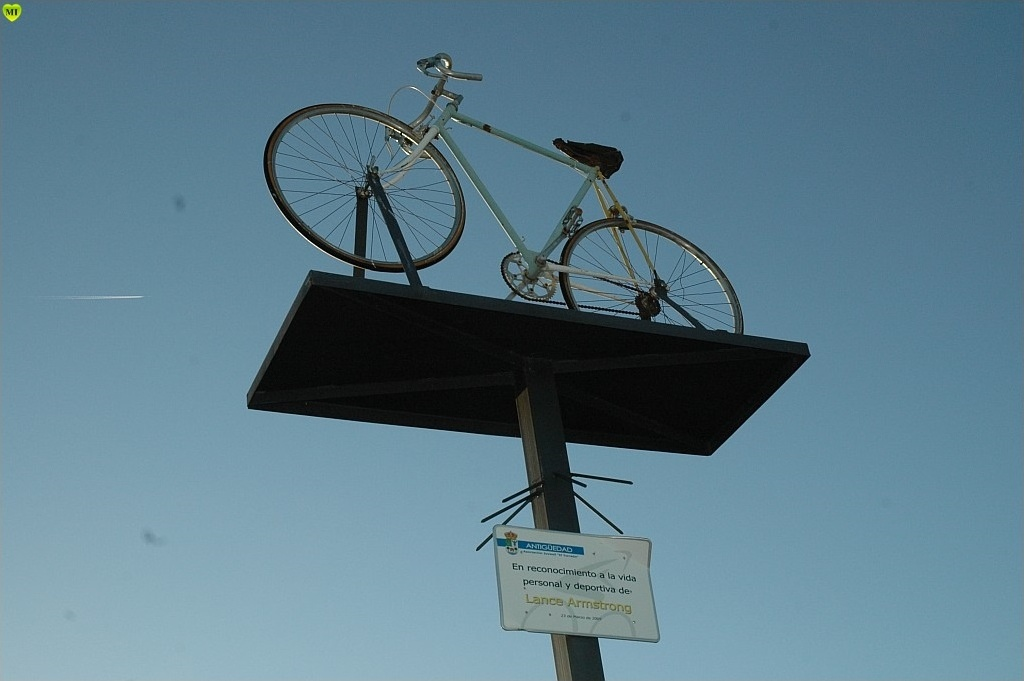
Monumento a Lance Armstrong
El 23 de marzo de 2009 Lance Armstrong en su retorno al ciclismo en la Vuelta a Castilla y León, sufrió una “rotura limpia de la clavícula derecha” debido a la caída sufrida a su paso por la villa de Antigüedad. Por iniciativa de la Asociación Juvenil El Torreón, se colocó un monumento recordatorio del hecho acontecido. Formado por una antigua bicicleta de carreras y una placa donde se puede leer “Lance Armstrong por su carrera deportiva y personal”.
Avión de combate F-4 Phantom II
El McDonnell Douglas F-4 Phantom II fue cedido por el Ejército del Aire al Ayuntamiento de la localidad como homenaje a los pilotos pioneros de la aviación militar española nacidos en la villa: los hermanos César y Augusto Martín Campos, que lucharon en la guerra civil uno en cada bando.
Piedra de la plaga
En 1691 una plaga de langosta asoló las cosechas de los pueblos limítrofes de Antigüedad. Para evitar sufrir la misma suerte, el 3 de mayo los vecinos de la villa llevaron en procesión a la Virgen de Garón hasta la raya municipal con Baltanás, dándose allí una misa. La plaga no pasó de allí mismo, salvándose las cosechas de los antigüedeños. Después del milagro, se colocó un monolito.
Iglesia de Nuestra Señora de la Asunción
Reconstruida en el siglo XVII, en estilo barroco.
Ermita, Fuente y Soto de Garón
En la ermita tiene su sede la patrona de Antigüedad. Se dice que el agua de la fuente nace bajo la ermita. El conjunto forma un paraje único en El Cerrato.
Ermita de Villella
En el despoblado de Villella.

### Festividades
Son populares tres fiestas en distintos momentos del año:
- Las fiestas pequeñas a la Virgen de Garón, el último fin de semana de mayo.
- La semana cultural de Nuestra Señora de la Asunción.
- La Función a la Virgen de Garón (nombrada reina de Antigüedad por el papa Juan Pablo II), último fin de semana de septiembre.

Ambas fiestas de La Virgen de Garón cuentan con una romería en su propia ermita a cinco kilómetros del pueblo por la carretera en dirección a Cobos de Cerrato o Espinosa de Cerrato.

### Folclore
- Jota de Nuestra Señora de Garón.